# Litoria sanguinolenta
Litoria sanguinolenta es una especie de anfibio anuro de la familia Hylidae.

## Distribución geográfica
Es originaria de Nueva Guinea Occidental (Indonesia).